# 杨子方
杨子方，宋朝政治人物。
杨子方曾于1102年接替左卨任华亭县知县一职，1103年由章玫接任。